# Ľubomír Smrčok
Ľubomír Smrčok (született Mészáros László; Pográny, 1919. április 13. - Pozsony, 1970. augusztus 1.) szlovák színész, rendező, író és publicista.

## Élete
1925–1929 között a pogrányi népiskolát látogatta, később Nyitrára költözött. 1934-1937 között a nyitra kereskedelmi iskolában tanult. Szlovák vándorszínházakban (1937-1938 Szlovák kamaraszínház, 1938-1939 Középszlovákiai Színházi Társaság) lépett fel, majd színházi rendezőként tevékenykedett 1939-től Nyitrán és 1945-től Pozsonyban (Szlovák Nemzeti Színház, Nová Scéna).
A főiskolán és az állami konzervatóriumban is előadott. 1952-1954 között alkotói szabadságon volt, 1954-1958 között a prágai Divadlo folyóirat külső szerkesztője. 1958-1961 között író, 1961-1970 között a Film a divadlo főszerkesztője. Több könyv szerzője vagy szerkesztője, illetve együttműködött a rádióval és a televízióval is.

## Művei
- 1940 Vrah za oponou
- 1942 Úsvit
- 1949 Príprava režiséra
- 1951 Knieža Rastic
- 1952 Dobrodinci
- 1954 Búrlivé leto
- 1955 Puknutý mliečnik
- 1956 Keď chlebom vonia zem
- 1956 Dobrá duša
- 1956 Návrat
- 1957 Magda Burčová
- 1958 Spoza humna
- 1960 Plyšová kanapa
- 1961 Prebudená zem
- 1961 Prosté hrdinstvá
- 1964 Belasé obrúčky
- 1965 Sťahovaví vtáci
- 1970 Sestry Márie Magdalény